# Theloderma margaritifer
Espèce
Synonymes
- Nyctixalus margaritifer Boulenger, 1882
- Ixalus flavosignatus Boettger, 1893

Statut de conservation UICN

 VU B1ab(iii) : Vulnérable
Theloderma margaritifer est une espèce d'amphibiens de la famille des Rhacophoridae.

## Répartition
Cette espèce est endémique de Java en Indonésie. Elle se rencontre au-dessus de 700 m d'altitude,.

## Publication originale
- Boulenger, 1882 : Description of a new genus and species of frogs of the family Ranidae. Annals and Magazine of Natural History, sér. 5, vol. 10, p. 35 (texte intégral).